# Venus Envy
Venus Envy est un webcomic par Erin Lindsey, commencé le 6 novembre 2001.

## Synopsis
Zoë Carter est une adolescente américaine de 16 ans, irascible et souvent angoissée. Et pour cause, elle est une personne transgenre non-opérée dont le nom de naissance est « Alexander ». Vivant en fille depuis trois mois, elle doit faire face à sa famille qui n'est pas en mesure de comprendre sa transition (en particulier sa mère qui refuse de la considérer comme une fille), la société, l'école et les relations amoureuses.

## Anecdotes
- L'auteure, Erin Lindsey, est elle-même trans.
- Zoë est rousse, mais de nombreux lecteurs s'y trompent car la bande-dessinée est en noir et blanc (avec parfois des pages en couleur) et ses cheveux y sont laissés blanc dans ce format.
- L'action se passe à Salem, une ville apparemment fictive, en Pennsylvanie.